# Cyprioter

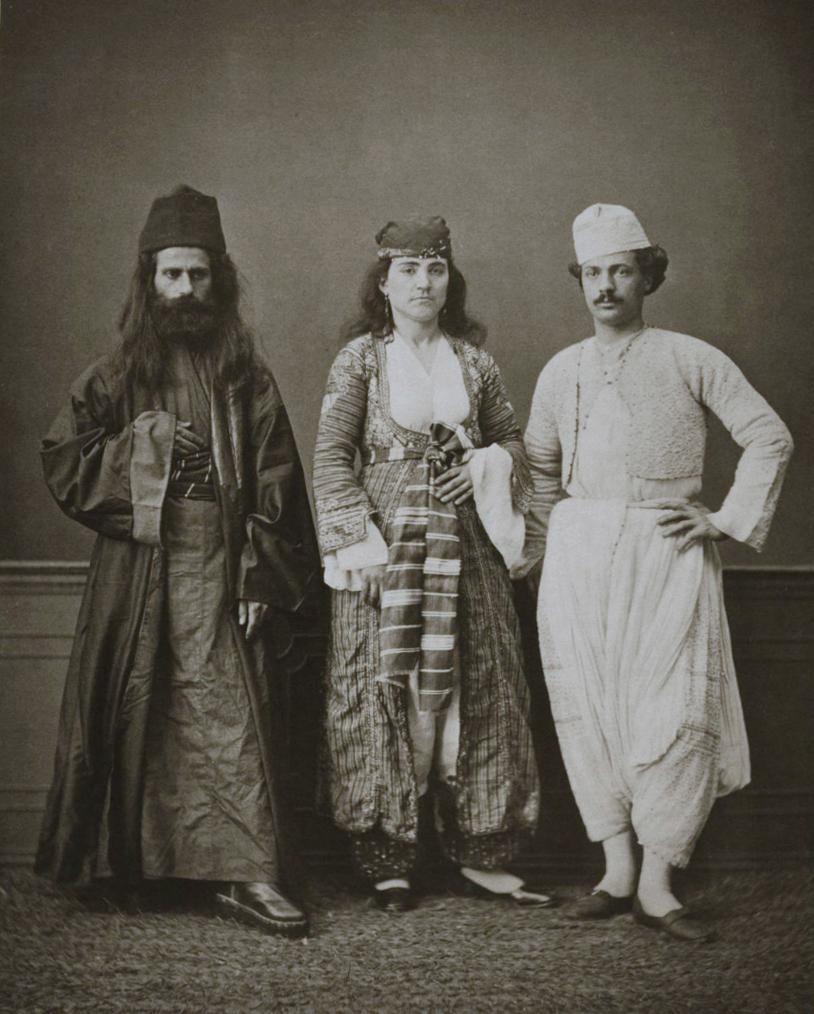
Kristna cyprioter i traditionella dräkter på 1800-talet.

Cyprioter kallas invånarna på Cypern. Cyprioter utgörs av två stora grupper, grekcyprioter och turkcyprioter, samt minoritetsgrupper som maroniter och armenier.
Befolkningsgrupperna på Cypern kan delvis ingrupperas efter religiös tillhörighet. Grekcyprioterna tillhör traditionellt grekisk-ortodoxa kyrkan; maroniterna och armenierna är likaså kristna. Turkcyprioterna tillhör traditionellt något muslimskt samfund.
Greker kom till Cypern 1200 f.Kr. och blandade sig med dess tidigare befolkning. Ön erövrades av den osmanska armén 1571, vilket resulterade i bildandet av turkcyprioter. Migrationsvågor till ön från Levanten ägde rum under hela historien fram till medeltiden. Konstitutionellt har den etniska tillhörigheten stor roll, eftersom författningen bygger på ett kvoteringssystem som baseras på dessa faktorer. Sedan Nordcypern avskärmade sig från övriga ön 1974 har dock kvoteringssystemet i realiteten och som direkt följd fått en underordnad betydelse. På grund av långa och svåra oroligheter på ön, finns även cyprioter i andra delar av världen, dels i Grekland, dels i till exempel Storbritannien och USA.
Baserat på genetiska faderliga linjer härstammar grekcyprioter och turkcyprioter från samma befolkning som bebodde ön innan det osmanska styret. De är genetiskt nära syditalienare och libaneser.